# 6366 Rainerwieler
6366 Rainerwieler eller 1981 UM22 är en asteroid i huvudbältet som upptäcktes den 24 oktober 1981 av den amerikanska astronomen Schelte J. Bus vid Palomar-observatoriet. Den är uppkallad efter kemisten Rainer Wieler.
Asteroiden har en diameter på ungefär 15 kilometer.